# برلمان جامايكا
برلمان جامايكا (بالإنجليزية: Parliament of Jamaica)‏ هو الهيئة التشريعية في جامايكا، ويتكون من 84 مقعداً، يتكون من المجلس الأعلى مجلس شيوخ جامايكا ‏
الذي يضم  21 مقعداً، والمجلس الأدنى  مجلس النواب في جامايكا ‏ الذي يضم  63 مقعداً.